# 哥德巴赫猜想

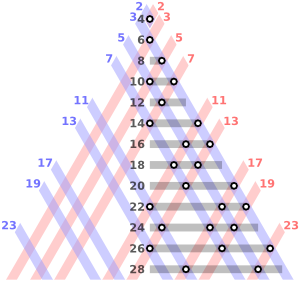
将一个偶数用两个质数之和表示的方法，等于同一横线上，蓝线和红线的交点数。

哥德巴赫猜想（Goldbach's conjecture）是數論中存在最久的未解問題之一。这个猜想最早出现在1742年普鲁士數學家克里斯蒂安·哥德巴赫与瑞士数学家莱昂哈德·欧拉的通信中。用现代的数学语言，哥德巴赫猜想可以陳述為：
|  | 任一大於2的偶數，都可表示成兩個質數之和。 |
这个猜想与当时欧洲数论学家讨论的整数分拆问题有一定联系。整数分拆问题是一类讨论“是否能将整数分拆为某些拥有特定性质的数的和”的问题，比如能否将所有整数都分拆为若干个完全平方数之和，或者若干个完全立方数的和等。而將一个給定的偶數分拆成兩個質數之和，则被稱之為此數的哥德巴赫分拆。例如，
4 = 2 + 2
6 = 3 + 3
8 = 3 + 5
10 = 3 + 7 = 5 + 5
12 = 5 + 7
14 = 3 + 11 = 7 + 7
16 = 3 + 13 = 5 + 11
…
換句話說，哥德巴赫猜想主張每個大於等於4的偶數都是哥德巴赫數——可表示成兩個質數之和的數。哥德巴赫猜想也是二十世纪初希爾伯特第八問題中的一個子問題。
其實，也有一部分奇數可以用兩個質數的和表示，大多數的奇數無法用兩個質數的和表示，例如：15=2+13、19=2+17，而23、35等數则無法用兩質數的和表示。
哥德巴赫猜想在提出后的很长一段时间内毫无进展，直到二十世纪二十年代，数学家从组合数学与解析数论两方面分别提出了解决的思路，并在其后的半个世纪里取得了一系列突破。目前最好的结果是中國數學家陈景润在1973年发表的陈氏定理（也被称为“1+2”）。
哥德巴赫猜想另一个较弱的版本（也称为弱哥德巴赫猜想）是猜想大于5的奇数都可以表示成3个质数之和。这个猜想可以从哥德巴赫猜想推出。1937年，苏联數學家伊万·维诺格拉多夫证明了每个充分大的奇数都可以表示成3个质数之和；2013年，秘鲁数学家哈洛德·贺欧夫各特完全证明了弱哥德巴赫猜想。

## 起源

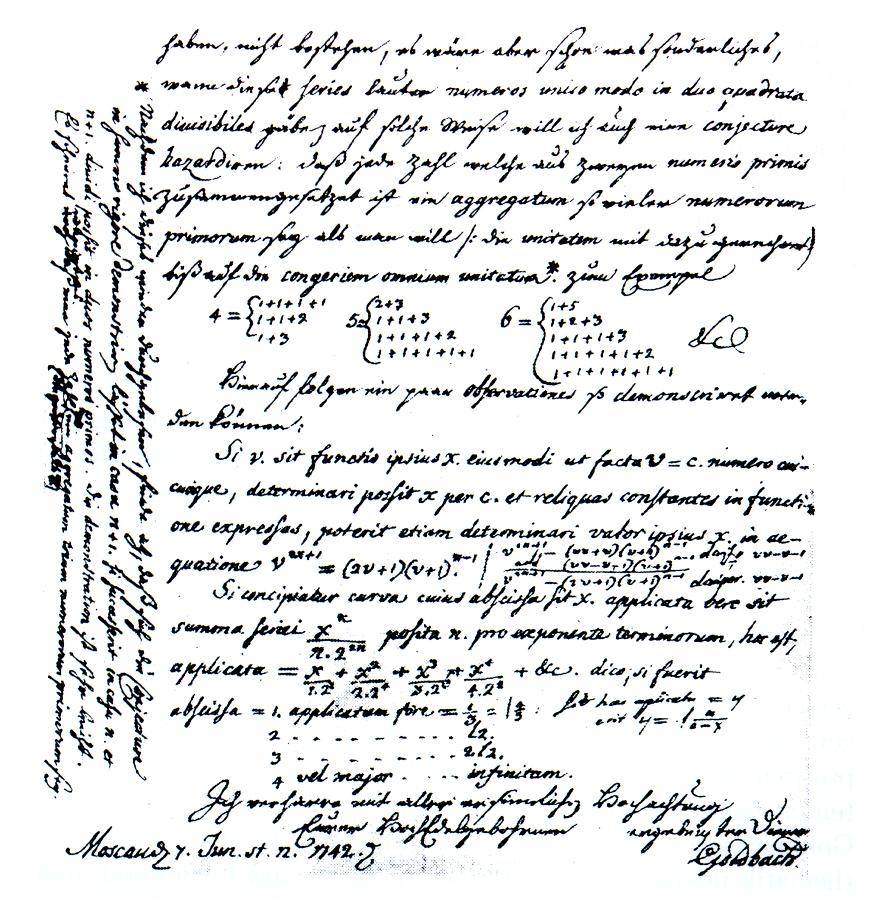
哥德巴赫信件的手稿，原文用德文和拉丁文写成。

1742年6月7日，普鲁士数学家克里斯蒂安·哥德巴赫在写给瑞士数学家莱昂哈德·欧拉的通信中，提出了以下的猜想：
任一大于2的整数都可以寫成三个質数之和。
上述与现今的陳述有所出入，原因是当时的哥德巴赫遵照的是“1也是素数”的约定。现今数学界已经不使用这个约定了。哥德巴赫原初猜想的现代陳述为：
任一大于5的整数都可寫成三个質数之和。
欧拉在6月30日的回信中註明此一猜想可以有另一個等價的版本：
{\displaystyle (A):} 任一大于2的偶数都可寫成两个質数之和。
並將此一猜想視為一定理，但他卻無法證明。今日常見的猜想陳述為歐拉的版本，亦稱為“強哥德巴赫猜想”或“关于偶数的哥德巴赫猜想”。
从关于偶数的哥德巴赫猜想，可推出：
{\displaystyle (B):} 任一大於5的奇數都可寫成三個質數之和
的猜想。後者稱為“弱哥德巴赫猜想”或“关于奇数的哥德巴赫猜想”。若关于偶数的哥德巴赫猜想是對的，則关于奇数的哥德巴赫猜想也會是對的。1937年時前蘇聯數學家維諾格拉多夫已經證明充分大的奇質數都能寫成三個質數的和，也称为“哥德巴赫-维诺格拉多夫定理”或“三素数定理”。2013年，秘魯数学家哈洛德·賀歐夫各特等人将维诺格拉多夫的结论进一步加强，并验证了较小的奇质数的情况，最终完全证明了弱哥德巴赫猜想。

## 進展

### 一百六十余年的沉寂
证明哥德巴赫猜想相當困難。直至今日，数学家对于哥德巴赫猜想的完整证明没有任何头绪。事实上，从1742年这个猜想正式出现，到二十世纪初期，在超过160年的时间里，尽管许多数学家对这个猜想进行了研究，但没有取得任何实质性的进展，也没有获得任何有效的研究方法。二十世纪以前对哥德巴赫猜想的研究，仅限于做一些数值上的验证工作，提出一些等价的关系式，或对之做一些进一步的猜测。1900年，希尔伯特在第二届国际数学家大会上提出的著名的二十三个希尔伯特问题之中的第八个问题，就包括了哥德巴赫猜想和与它类似的孪生素数猜想。希尔伯特的问题引发了数学家的极大兴趣，但对于哥德巴赫猜想的研究仍旧毫无进展。1912年第五届国际数际数学家大会上，德国数论专家爱德蒙·朗道曾经说过，即使要证明每个偶数能够表示成K个质数的和，不管K是多少，都是数学家力所不及的。1921年，英国数学家戈弗雷·哈罗德·哈代曾经在哥本哈根数学会议的一次演讲中声称：“哥德巴赫猜想的困难程度可以与任何一个已知的数学难题相比”。

### 第一次重大突破
哈代和朗道做出以上的看法时，对哥德巴赫猜想的研究已经踏在了突破的门槛上。关于哥德巴赫猜想的第一次重大突破正是出现在二十世纪20年代。这次突破与十九世纪至二十世纪初欧洲数学家们在数论与函数论方面取得的辉煌成就是分不开的。欧拉、高斯、黎曼、狄利克雷、阿达马等人的成果为后来的研究提供了强有力的工具和深厚的积累，打下了牢固的基础。1920年左右，英国数学家哈代和约翰·伊登斯尔·利特尔伍德极大地发展了解析数论，建立起了“圆法”等研究数论问题的有力工具。他们在1923年合作发表的论文中使用“圆法”证明了：在假设广义黎曼猜想成立的前提下，每个充分大的奇数都能表示为三个质数的和以及几乎每一个充分大的偶数都能表示成两个质数的和。当然，“几乎每一个”与“每一个”之间仍然有巨大的技术鸿沟。
大约于此同时，挪威数学家布朗提供了另外一种证明的思路。1919年，他使用推广后的“筛法”证明了：所有充分大的偶数都能表示成两个数之和，并且两个数的质因数个数都不超过9个。这个方法的思路是：如果能将其中的“9个”缩减到“1个”，就证明了哥德巴赫猜想。布朗证明的命题可以被记作“9+9”，以此类推，哥德巴赫猜想就是“1+1”。

#### 圆法
从1920年开始，哈代和利特尔伍德合作陆续发表了七篇总标题为《“整数拆分”的几个问题》的论文，系统地发展出了堆垒数论中一个新的分析方法。这个新方法的思想在1918年哈代与印度数学家拉马努金合写的论文《组合分析的渐进公式》中就有表现。应用到哥德巴赫猜想上的话，圆法的思想是：对于非零整数{\displaystyle m}，沿着单位圆为路径的环路积分
{\displaystyle {\begin{aligned}\int _{0}^{1}e^{2\pi imt}\mathrm {d} t=0.\end{aligned}}}
当且只当整数{\displaystyle m=0}的时候，上面的积分才等于1。因此，如果考虑积分式：
{\displaystyle D(N)=\int _{0}^{1}S^{2}(t,N)e^{-2\pi iNt}\mathrm {d} t.}
其中{\displaystyle S(t,N)=\sum _{2<p\leq N}e^{2\pi ipt}}，那么这个积分式实际上等于：
{\displaystyle {\begin{aligned}D(N)&=\int _{0}^{1}\sum _{2<p_{1},p_{2}\leqslant N}e^{2\pi i(p_{1}+p_{2})t}e^{-2\pi iNt}\mathrm {d} t\quad =\sum _{2<p_{1},p_{2}\leqslant N}\int _{0}^{1}e^{2\pi i(p_{1}+p_{2})t}e^{-2\pi iNt}\mathrm {d} t\\&=\sum _{2<p_{1},p_{2}\leqslant N \atop {p_{1}+p_{2}=N}}\int _{0}^{1}e^{2\pi i(p_{1}+p_{2}-N)t}\mathrm {d} t\quad +\sum _{2<p_{1},p_{2}\leqslant N \atop {p_{1}+p_{2}\neq N}}\int _{0}^{1}e^{2\pi i(p_{1}+p_{2}-N)t}\mathrm {d} t\\&=\operatorname {Card} \{(p_{1},p_{2})\,\,|2<p_{1},p_{2}\leqslant N,\,p_{1}+p_{2}=N\}\quad +\sum _{2<p_{1},p_{2}\leqslant N \atop {p_{1}+p_{2}\neq N}}\int _{0}^{1}e^{2\pi i(p_{1}+p_{2}-N)t}\mathrm {d} t\end{aligned}}}
上式中第二项等于0，所以
{\displaystyle D(N)=}方程“{\displaystyle p_{1}+p_{2}=N}”的解{\displaystyle (p_{1},p_{2})}的个数。
所以，关于偶数的哥德巴赫猜想其实等于是说对于所有大于等于6的偶数{\displaystyle N}，单位圆上的环路积分式{\displaystyle D(N)>0}。同理，关于奇数的哥德巴赫猜想等价于环路积分式：
{\displaystyle T(N)=\int _{0}^{1}S^{3}(t,N)e^{-2\pi iNt}\mathrm {d} t>0}
因此，研究哥德巴赫猜想可以归结为研究积分式{\displaystyle D(N)} 和 {\displaystyle T(N)} 中以质数为变数的三角多项式{\displaystyle e^{2\pi ipt}}。哈代和利特尔伍德猜测，当变量{\displaystyle t}接近于分母“比较小”的既约分数时，{\displaystyle S(t,N)}的值会“比较大”，而当{\displaystyle t}接近于分母“比较大”的既约分数时，{\displaystyle S(t,N)}的值会“比较小”。也就是说，积分{\displaystyle D(N)}的主要部分其实是单位圆上分母“比较小”的那些既约分数附近的积分，其它的部分上积分则没那么重要，可以忽略掉了。因此，可以将整个单位圆分成两个部分：一部分是单位圆上分母“比较小”的那些既约分数附近包括的一些区间，哈代和利特尔伍德称其为“优弧”（major arc，与平面几何中的“优弧”不同），其余的部分则称为“劣弧”（minor arc）。将整个积分 {\displaystyle D(N)} 分成优弧上的积分{\displaystyle D_{1}(N)} 与劣弧上积分 {\displaystyle D_{2}(N)} 之和，然后证明 {\displaystyle D_{2}(N)} 相比起 {\displaystyle D_{1}(N)} 可以忽略，而 {\displaystyle D_{1}(N)>0}，这就是圆法的主要思想。哈代和利特尔伍德在1923年的论文中证明了，如果存在正数{\displaystyle \theta <{\frac {3}{4}}}，使得所有的狄利克雷L函数的全体零点都在半平面{\displaystyle {\mathit {Re}}(z)\leq \theta }上，那么充分大的奇数{\displaystyle N}一定满足{\displaystyle T(N)>0}，也就是说能够表示成三个素数的和。他们还给出了{\displaystyle T(N)}的渐进式：在{\displaystyle N}趋于无穷大的时候，
{\displaystyle T(N)\sim {\frac {1}{2}}{\mathfrak {S}}_{3}(N){\frac {N^{2}}{\ln ^{3}(N)}}.}
其中
{\displaystyle {\mathfrak {S}}_{3}(N)=\prod _{p|N}\left(1-{\frac {1}{(p-1)^{2}}}\right)\prod _{p\,\nmid N}\left(1+{\frac {1}{(p-1)^{3}}}\right)}
他们还证明了，在假设广义黎曼猜想成立的情况下，如果用{\displaystyle E(N)}表示{\displaystyle N}以内无法写成两个质数之和的偶数的个数，那么对任意的正数{\displaystyle \epsilon }，都有
{\displaystyle E(N)<N^{{\frac {1}{2}}+\epsilon }}
这说明了，不能写成两个质数之和的偶数占所有偶数的比例是可以忽略的。

#### 筛法与布朗方法
布朗使用的“筛法”，其原型为埃拉托斯特尼筛法，早在公元前250年就出现在古希腊。原始的筛法可以用来寻找一定范围内（比如说2到100）的质数：先将第一个数2留下，将它的倍数全部划掉；再将剩余数中最小的3留下，将它的倍数全部划掉；继续将剩余数中最小的5留下，将它的倍数全部划掉……以此直至划无可划为止。这个过程就好像一遍又一遍的筛掉不需要的数字，故名筛法。布朗用到的推广筛法也是基于同样的理念：给定一个需要筛选的集合{\displaystyle {\mathfrak {A}}}，一个用来作为筛选标准的“筛孔”，即一系列质数的集合{\displaystyle {\mathit {P}}={p_{1},p_{2},\cdots ,p_{n},\cdots }}，以及一个范围{\displaystyle z}。记
{\displaystyle P(z)=\prod _{p_{k}<z}p_{k}}
那么可以定义筛函数：
{\displaystyle S\left({\mathfrak {A}},{\mathit {P}},z\right)=\sum _{a\in {\mathfrak {A}}}\mathbf {1} _{\{(a,P(z))=1\}}(a)}
表示集合{\displaystyle {\mathfrak {A}}}里所有与{\displaystyle P(z)}互质的数的个数，也就是筛去了{\displaystyle {\mathit {P}}}内小于{\displaystyle z}的质数的所有倍数之后还剩下的数字的个数。
布朗的方法是弱化哥德巴赫猜想中“质数”的要求，将它改为所谓的“殆质数”，即“由不太多的质因数相乘得到的合数”，布朗在1919年证明了，每个充分大的偶数都可以写成两个数之和，并且这两个数每个都是不超过九个质因数的乘积。这个命题可以转变为用筛函数来表达。假设有充分大的偶数{\displaystyle N}，令集合为{\displaystyle {\mathfrak {A}}=\left\{n(N-n),\,2<n<N\right\}}，{\displaystyle {\mathit {P}}}为所有素数的集合，{\displaystyle z=N^{1/\lambda },\lambda >0}，那么筛函数{\displaystyle S\left({\mathfrak {A}},{\mathit {P}},z\right)}就是满足
{\displaystyle (n,\prod _{p_{k}^{\lambda }<N}p_{k})=(N-n,\prod _{p_{k}^{\lambda }<N}p_{k})=1}
的数对{\displaystyle (n,N-n)}的个数。其中的{\displaystyle n}和{\displaystyle N-n}都与{\displaystyle \prod _{p_{k}^{\lambda }<N}p_{k}}互质，也就是说它们的质因数都要大于等于{\displaystyle N^{1/\lambda }}，因此它们的质因数个数至多有{\displaystyle a=\lceil \lambda \rceil -1} 个。所以对于{\displaystyle \lambda }来说筛函数大于0，等价于命题“a+a”成立。如果能证明{\displaystyle \lambda =2}的时候筛函数大于0，就等于证明了关于偶数的哥德巴赫猜想。

### 弱哥德巴赫猜想的解决
这两种思路都在二十世纪中得到了极大的发展。1933年，苏联数学家列夫·杰里科维奇·史尼尔曼同样基于筛法证明了：存在某个整数K，使得每个偶数能够表示成K个质数的和，弥补了朗道的遗憾。史尼尔曼给出的K的上限是800000，不久后罗曼诺夫证明了这个K不会超过2208。1936年，朗道和彼得·希尔克把结果改进到71，一年后意大利数学家吉奥凡尼·里奇又将结果改良为67。1956年，Sharpio证明了K不超过20，1956年尹文霖证明了K不超过18。1976年，英国数学家罗伯特·查尔斯·沃恩证明了K小于等于6。
1937年是弱哥德巴赫猜想的研究取得重大突破的一年。首先，T·艾斯特曼证明了：每个充分大的奇数都可以表示成两个奇质数和一个不超过两个质数的乘积的数的和：
{\displaystyle 2N+1=p_{1}+p_{2}+p_{3}p_{4}} 或 {\displaystyle 2N+1=p_{1}+p_{2}+p_{3}}
同一年，维诺格拉多夫在使用圆法的基础上，去掉了哈代和利特尔伍德的成果中对于黎曼猜想的依赖。也就是说，维诺格拉多夫证明了：每个充分大的奇数都能表示为三个质数的和，以及几乎每一个充分大的偶数都能表示成两个质数的和。维诺格拉多夫的证明使用到了他独创的方法来对以质数为变数的指数和 {\displaystyle S(t,N)} 做出更细致的估计，也就是说更好地划分优弧和劣弧并直接估计出劣弧上的积分可以忽略，而不用到广义黎曼猜想。唯一的不足是：维诺格拉多夫并没有给出“足够大”的下限。后来波罗斯特金在1956年给出了一个可计算的下限：{\displaystyle e^{e^{16.038}}}，也就是说大于{\displaystyle e^{e^{16.038}}}的整数都可以写成三个质数的和。1946年，苏联数学家尤里·弗拉基米罗维奇·林尼克沿着哈代和利特尔伍德的道路前进，使用函数论的方法同样证明了维诺格拉多夫的结果。然而，维诺格拉多夫的定理中的下限对于实际应用来说仍然太大了。{\displaystyle e^{e^{16.038}}}写出来有6846168位数字，要验证之前的偶数都能写成两个质数的和，计算量仍然太大。1989年陈景润与王元将这个下限减低到1043000.5，2001年廖明哲及王天泽进一步将下限降至e3100≈101346.3，但仍然与实际验证过的范围（4×1014）有很大距离。而如果假设广义黎曼猜想正确的话，让-马克·德苏耶等人在1998年证明了：每个大于等于7的奇数都可以写成三个质数的和（即弱哥德巴赫猜想在广义黎曼猜想正确的假设下的完全证明）。
1938年，华罗庚证明了弱哥德巴赫猜想的一个推广：任意给定一个整数k，每个充分大的奇数都可以表示p1 + p2 + p3k的形式。当k = 1的时候，就是弱哥德巴赫猜想。
由于维诺格拉多夫估计{\displaystyle S(t,N)} 时使用的方法本质上是筛法，所以数学家也希望用类似圆法的分析方法取代它。1945年，林尼克发展出估计狄利克雷L函数零点密度的方法，并用其证明了劣弧上的积分可以忽略，从而用纯粹的分析方法证明了弱哥德巴赫猜想。这个证明十分复杂，此后几位数学家各自提出了更简化的证明，1975年沃恩提出了首个不依赖估计L函数零点密度的方法，1977年潘承洞得到了仅利用L函数初等性质的简易证明。
2013年5月13日，法国国家科学研究院和巴黎高等师范学院的数论领域的研究员哈洛德·賀歐夫各特，在线发表了论文《论哥德巴赫定理的优弧》（Major arcs for Goldbach's theorem）宣布彻底证明了弱哥德巴赫猜想。賀歐夫各特生于1977年，秘鲁籍，2003年获得普林斯顿大学博士学位。2010年开始担任法国国家科学研究院和巴黎高等师范学院的研究员。2012年5月，賀歐夫各特发表论文《论哥德巴赫问题的劣弧》（Minor arcs for Goldbach's problem）中给出了劣弧积分估计的一个更优上界。在这个更优估计的基础上，賀歐夫各特在2013年的论文中将优弧估计的条件放宽，把维诺格拉多夫定理中的下限降低到了1029左右，賀歐夫各特和同事David Platt用计算机验证在此之下的所有奇数都符合猜想，从而完成了弱哥德巴赫猜想的全部证明。

### 强哥德巴赫猜想：布朗方法与陈氏定理
弱哥德巴赫猜想已经基本得到解决，对于偶数的哥德巴赫猜想，数学家们则主要将希望放在布朗的方法上。而二十世纪中叶，数学家们沿着布朗的思路，得到了不少改进后的成果。1924年汉斯·拉代马海尔证明了“7+7”，1932年艾斯特曼证明了“6+6”，苏联数学家布赫希塔布在1938年和1940年分别证明了
“5+5”与“4+4”。孔恩在1941年提出了“加权筛法”的概念，能在同样的筛函数上界和下界条件下取得更好的结果，他在1954年证明了“a+b”（a+b<7）。阿特勒·塞尔伯格利用求二次型极值的方法极大地改进了布朗的筛法，对筛函数的上界和下界做出了更精确的估计，从而出现了更优的结果：维诺格拉多夫在1956年证明了“3+3”，王元在1956年证明了“3+4”，并在1957年证明了“3+3”和“a+b”（a+b<6）以及“2+3”。
以上的结果中，没有能够证明偶数分拆成的两个数中一定有一个是质数的。1932年，埃斯特曼证明了，在假设广义黎曼猜想成立的前提下，“1+6”成立。1948年，伦伊·阿尔弗雷德利用林尼克创造的“大筛法”，证明了“1+b”的结果。1956年，王元与维诺格拉多夫则证明了在同样的假定之下，“1+4”成立。1961年，苏联数学家巴尔巴恩证明了一个可以用来代替广义黎曼猜想的公式的弱化版。1962年，潘承洞也独立证明了此公式的另一个弱化版本，并得到“1+5”。而王元则指出潘承洞的结果其实可以推出“1+4”。潘承洞在同年用加强的结论得到了“1+4”的简化的证明，1963年巴尔巴恩也得到了同样的结果。1965年布赫希塔布则用同样的版本证明了“1+3”。与此同时，恩里科·邦別里与维诺格拉多夫也独立地用更简洁的方法证明了“1+3”。
使用布朗方法的最好结果是陈景润得到的。他在1973年发表了“1+2”的证明，其中对篩法作出了重大的改进，提出了一种新的加权筛法。因此“1+2”也被称作是陳氏定理。现今数学家们普遍认为，陈景润使用的方法已经将筛法发挥到了极致，以筛法来证明最终的“1+1”的可能性已经很低了。布朗方法似乎在最后的一步上停止了下来。如今数学界的主流意见认为：证明关于偶数的哥德巴赫猜想，还需要新的思路或者新的数学工具，或者在现有的方法上进行重大的改进，也有认为仅仅基于现有的方法上的改进无法证明偶数哥德巴赫猜想。

### 哥德巴赫分拆数

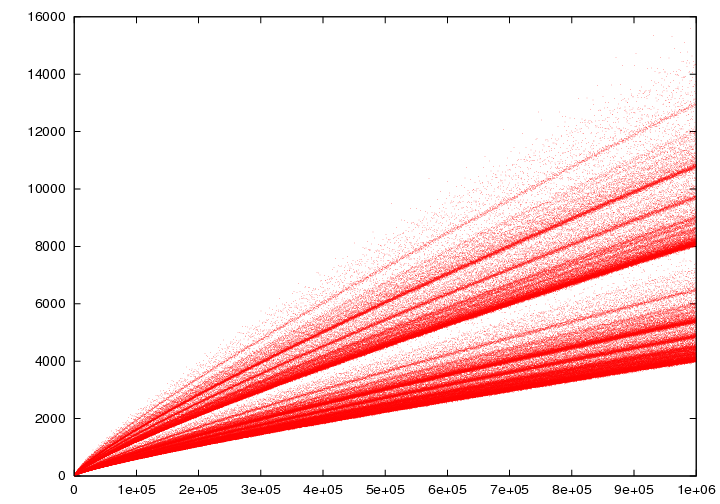
1000000以下的偶数的哥德巴赫分拆数

对于哥德巴赫猜想的实际验证表明，至少{\displaystyle \scriptstyle 4\cdot 10^{14}}以下的偶数都能表示成两个质数的和。很多时候，偶数表示成两个质数和的方法还不止一种，比如{\displaystyle 18=5+13=7+11}，{\displaystyle 64=3+61=5+59=11+53=17+47=23+41}，等等。设有偶数{\displaystyle N}，它的哥德巴赫分拆数{\displaystyle G_{2}(N)}定义为它能够表示成两个质数相加之和的方法的个数，也就是集合{\displaystyle \left\{(p_{1},p_{2})\left|p_{1}+p_{2}=N,p_{1}\leqslant p_{2}\right.\right\}}中元素的个数：
{\displaystyle G_{2}(N)=\operatorname {Card} \left\{(p_{1},p_{2})\left|p_{1}+p_{2}=N,p_{1}\leqslant p_{2}\right.\right\}}
哥德巴赫猜想就等于是说，每个大于等于6的偶数的哥德巴赫分拆数都大于0。如果能够找到哥德巴赫分拆数的表达式，或者找到它的某个严格大于0的下限，就能够证明哥德巴赫猜想了。因此，有不少关于哥德巴赫分拆数的范围的猜测。1923年，英國數學家哈代和李特爾伍德猜测：
{\displaystyle G_{2}(N)\sim 2\prod _{p>2}\left(1-{\frac {1}{(p-1)^{2}}}\right)\prod _{p|N,p>2}\left({\frac {p-1}{p-2}}\right){\frac {N}{\ln ^{2}(N)}}}

## 数值验证
与不少数学猜想一样，数值上的验证也是哥德巴赫猜想的重要一环。
- 1938年，尼尔斯·皮平（Nils Pipping）验证了所有小于{\displaystyle \scriptstyle 10^{5}}的偶数[21]。
- 1964年，M·L·斯坦恩和P·R·斯坦恩验证了小于{\displaystyle \scriptstyle 10^{7}}的偶数[22]。
- 1989年，A·格兰维尔将验证范围扩大到{\displaystyle \scriptstyle 2\times 10^{10}}[23]。
- 1993年，Matti K. Sinisalo验证了{\displaystyle \scriptstyle 4\times 10^{11}}以内的偶数[24]。
- 2000年，Jörg Richstein验证了{\displaystyle \scriptstyle 4\times 10^{14}}以内的偶数[25]。

截至2014年，数学家已经验证了{\displaystyle \scriptstyle 4\times 10^{18}}以内的偶数，在所有的验证中，没有发现偶数哥德巴赫猜想的反例。

## 类似猜想和定理
在数论中，有一些类似于哥德巴赫猜想的命题，其中有一些已经被证明，其余的仍然属于猜想，如哥德巴赫猜想一样。
- 李維猜想（勒穆瓦纳猜想），由法国数学家埃米勒·勒穆瓦纳（英语：Émile Lemoine）于1895年提出。命题为：所有大于5的奇数n 都能写成一个质数和另一个质数的两倍的和，
{\displaystyle n=p_{1}+2p_{2}} [27]
- 华林-哥德巴赫问题（英语：Waring–Goldbach problem）：对于任何一个正整数n，是否存在一个数k，使得每个充分大的整数都可以写成k个质数的n次幂的和？
{\displaystyle N=p_{1}^{n}+p_{2}^{n}+\cdots +p_{k}^{n}}

华林-哥德巴赫问题在1938年被华罗庚解决。他证明了对每个n，上述所说的k都存在。此后数学家们转而研究对于特定的n与k时相关的猜想。
- 孪生素数猜想：哥德巴赫猜想是关于整数表达成素数之和的猜想，相对应的，也有整数表达成素数之差的猜想。孪生素数问题是其中最自然的一个：是否有无穷个素数对(p1, p2)，满足
{\displaystyle p_{1}-p_{2}=2} [29]

## 相关文化
- 1978年，散文家、诗人徐迟应《人民文学》月刊杂志邀请写作了以陈景润证明“1+2”命题为主题的报告文学《哥德巴赫猜想》。文章在《人民文学》上发表后，产生了很大反响，也令中国大陆普通民众对哥德巴赫猜想留下印象[30]。哥德巴赫猜想是中国民间科学爱好者热衷研究的数学问题之一。在徐迟的报告文学影响下，不少民间科学爱好者对哥德巴赫猜想产生兴趣，许多人自称在此问题上取得了进展，甚至自称证明了哥德巴赫猜想。中国科学院每年都收到“几麻袋”的讨论或声称证明了哥德巴赫猜想的来信来稿。不少报章也刊登过哥德巴赫猜想被民间科学爱好者证明的消息。许多数学家都认为，缺乏专业的学科知识和系统的训练的人，是无法在哥德巴赫猜想上做出进展的，甚至不可能理解此方面的研究。数学家建议，相关爱好者在研究哥德巴赫猜想之前至少应当“系统掌握相应的数学知识，以免走不必要的弯路”[31]。中國科學院數學與系統科學研究院研究員陸柱家稱「業餘研究者是無法證明這個猜想（哥德巴赫猜想）的，除非世界一流的數學家，否則無法求證」、「哥德巴赫猜想是一個艱深的數論難題，證明它所需要的數學能力和突出的思維能力，都並非普通數學愛好者所能企及」[32]。中国科学院已声明不会审理来自科学共同体之外的任何自称证明了哥德巴赫猜想的文章[33]。
- 希腊作家阿波斯托洛斯·佐克西亚季斯的小说《彼得罗斯大叔和哥德巴赫猜想》于2000年出版。其中讲述了一个年轻人和他的叔叔，一个致力于研究哥德巴赫猜想的数学研究者的故事。英国费伯出版社和美国布卢姆斯伯里出版社在出版这本小说时悬赏一百万美元，奖励能在小说出版后两年之内能够证明哥德巴赫猜想的人。然而奖金无人获得[31]。

## 相关书籍
1. 徐遲介绍陈景润的报告文学《哥德巴赫猜想》（《人民文學》1978年第1期）
2. 潘承洞、潘承彪. . 科学出版社. 1981年.
3. 王元. . 山东教育出版社. 1999年. ISBN 9787532828333.

## 外部連結
- .   [2015-04-23]. （原始内容存档于2014-07-22）. （英文）
- Hazewinkel, Michiel (编), , , Springer, 2001, ISBN 978-1-55608-010-4
- Goldbach's original letter to Euler — PDF format (in German and Latin)（页面存档备份，存于）
- Goldbach's conjecture（页面存档备份，存于）, part of Chris Caldwell's Prime Pages.
- Goldbach conjecture verification（页面存档备份，存于）, Tomás Oliveira e Silva's distributed computer search.